# تزیائوس
تزیائوس (به لاتین: Chatos) یک منطقهٔ مسکونی در قبرس شمالی است که در ناحیه غازی ماغوسا واقع شده‌است. تزیائوس ۱٬۰۵۵ نفر جمعیت دارد.